# Никитовское сельское поселение
Ники́товское се́льское поселе́ние — муниципальное образование в составе Красногвардейского района Белгородской области. Административный центр — село Никитовка.

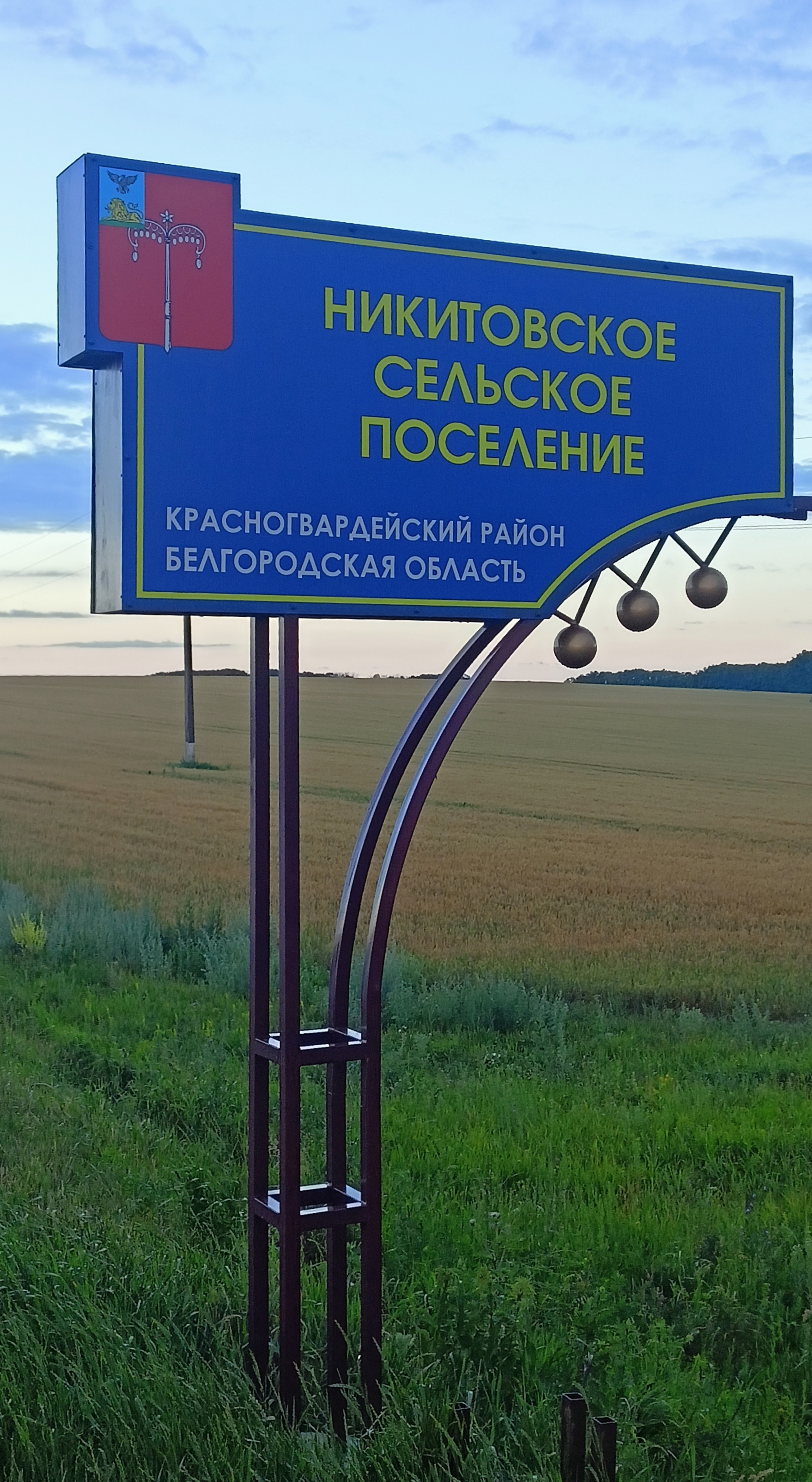

## История
Никитовское сельское поселение образовано 20 декабря 2004 года в соответствии с Законом Белгородской области № 159.

## Население
| 2010  | 2011  | 2012  | 2013  | 2014  | 2015  | 2016  | 2017  | 2018  |
| ----- | ----- | ----- | ----- | ----- | ----- | ----- | ----- | ----- |
| 3566  | ↘3552 | ↘3510 | ↘3463 | ↘3426 | ↘3407 | ↘3357 | ↘3306 | ↘3286 |
| 2019  | 2020  | 2021  |       |       |       |       |       |       |
| ↘3254 | ↘3228 | ↘2765 |       |       |       |       |       |       |

## Состав сельского поселения
| № | Населённый пункт | Тип населённого пункта       | Население |
| - | ---------------- | ---------------------------- | --------- |
| 1 | Арнаутово        | село                         | ↘526      |
| 2 | Борисовка        | хутор                        | ↘19       |
| 3 | Никитовка        | село, административный центр | ↘2353     |
| 4 | Раздолье         | хутор                        | →0        |
| 5 | Самарино         | село                         | ↘668      |

## Известные уроженцы
- Рубежный Иван Тихонович (1908—1987) — участник Великой Отечественной войны, полный кавалер Ордена Славы.